# Дарбес, Иосиф Фридрих Август
Иосиф Фридрих Август Дарбес (нем. Joseph Friedrich August Darbes; 29 сентября 1747, Гамбург — 16 июня 1810, Берлин) — немецкий художник, работавший в России, представитель Россики.

## Биография
Родился в 1747 году в Гамбурге, его отцом был Ф. Д’Арбес, вероятней всего, потомок гугенотов. В Гамбурге Д’Арбес-старший писал оперетты, но, похоже, не слишком удачно, потому что в дальнейшем переехал в Копенгаген, где стал заниматься торговлей картинами и антиквариатом. Его сын отказался от использования апострофа и обычно писал свою фамилию слитно: Дарбес.
Учится живописи Дарбес-младший начал в самом конце 1750-х годов в Копенгагене, а с 1761 года его учителем стал прославленный датский живописец Карл Густав Пило. Овладев, под руководством Пило, искусством создания портретов — масляных полноразмерных и миниатюрных — маслом на пергаменте и пастелью, Дарбес отправился в путешествие по Европе, чтобы совершенствовать своё мастерство и найти заказчиков. Он побывал в Германии, Нидерландах, Франции и Курляндии, а в 1773 году из Курляндии прибыл в Россию, где работал в Риге и Санкт-Петербурге, и где оставался вплоть до 1785 года, после чего отправился в Берлин.
С 1786 года Дарбес был профессором по классу портретной живописи в Берлинской академии художеств и регулярно выставлял свои работы на выставках Академии. Был известным масоном и членом различных масонских обществ как в Пруссии, так и в России, был членом Рижской и Берлинской масонских лож.

## Портреты, исполненные Дарбесом в России (1773—1785)

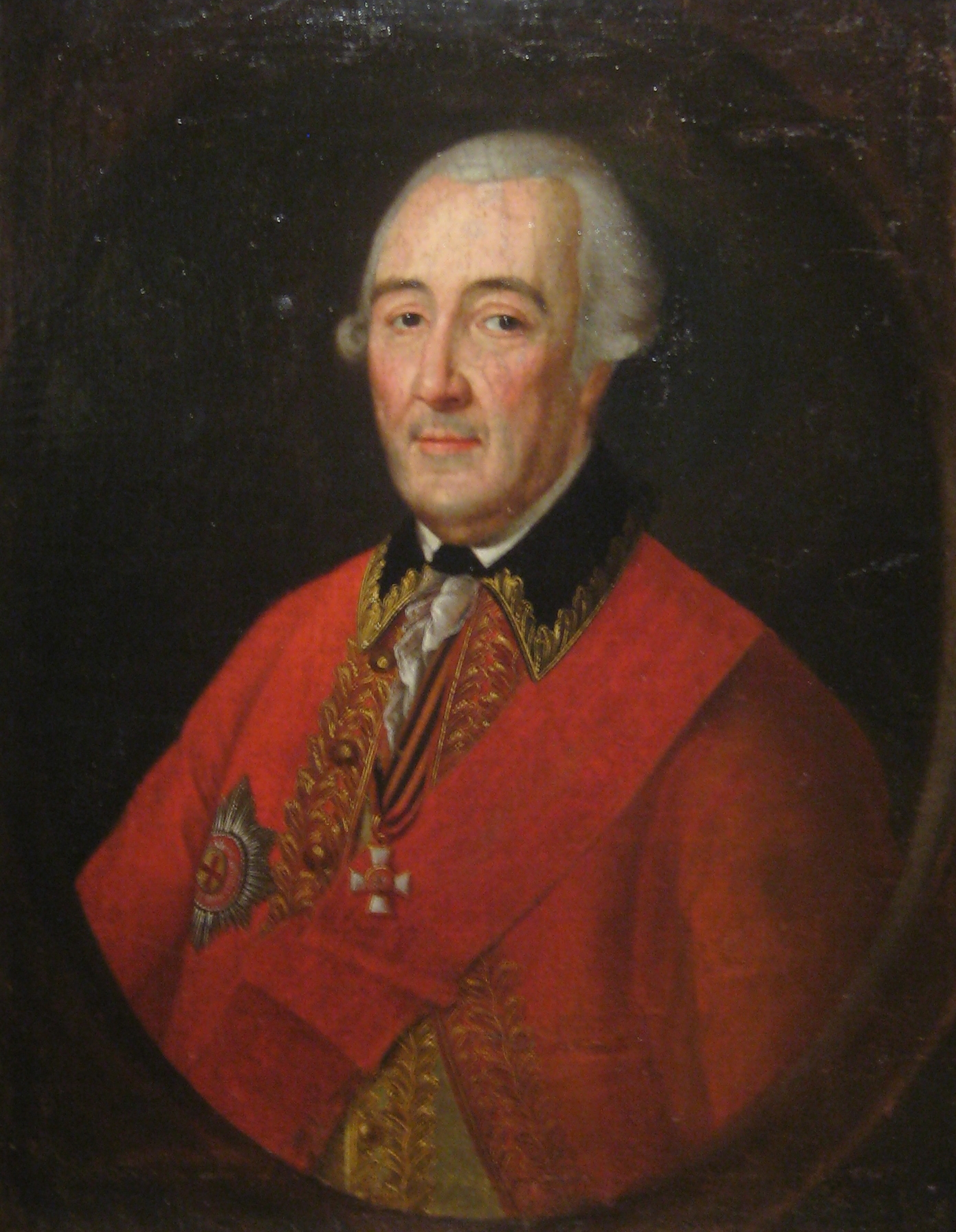
Генерал от артиллерии Пётр Мелиссино (предположительно), Курская картинная галерея.
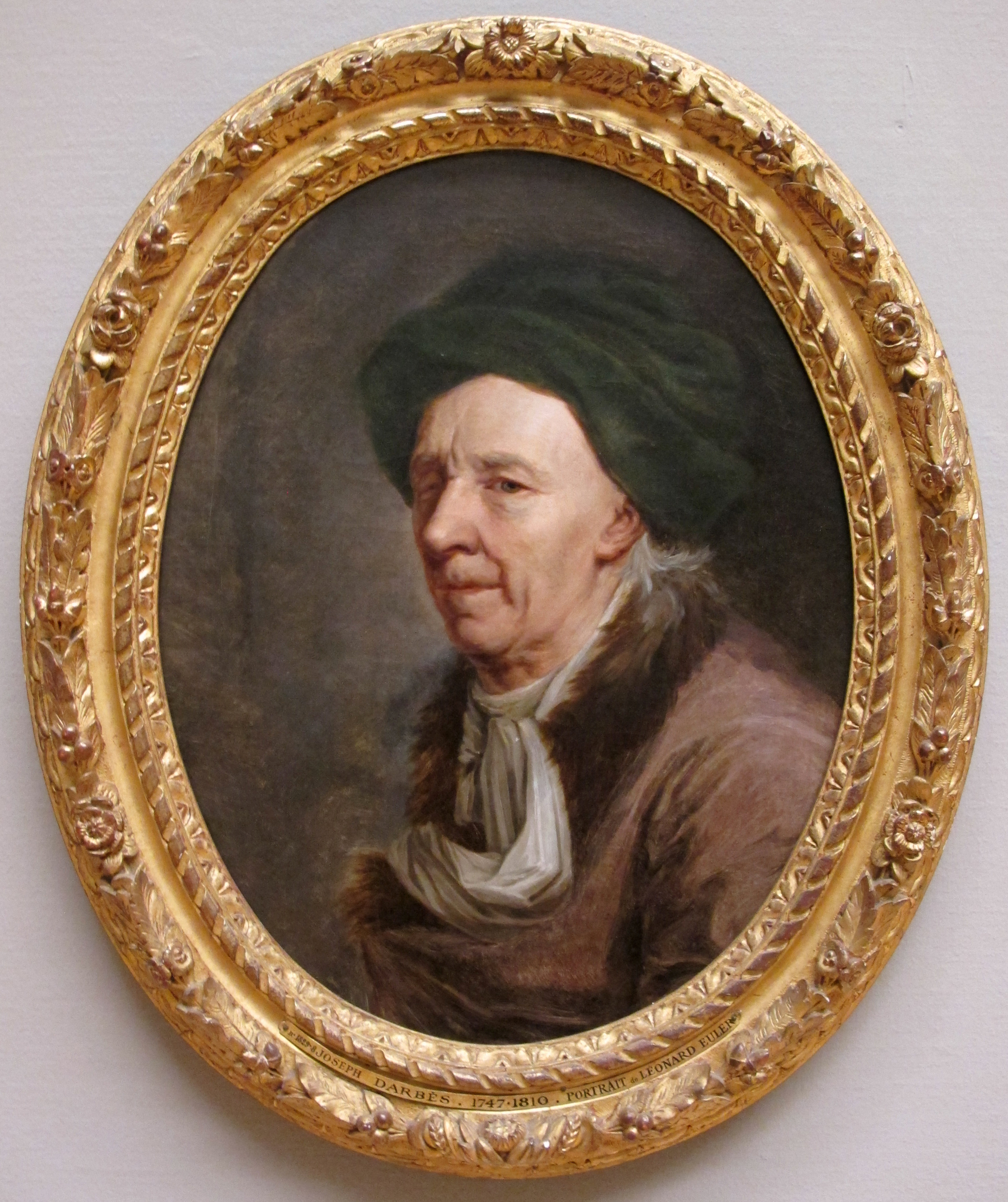
Математик Леонард Эйлер, 1778.
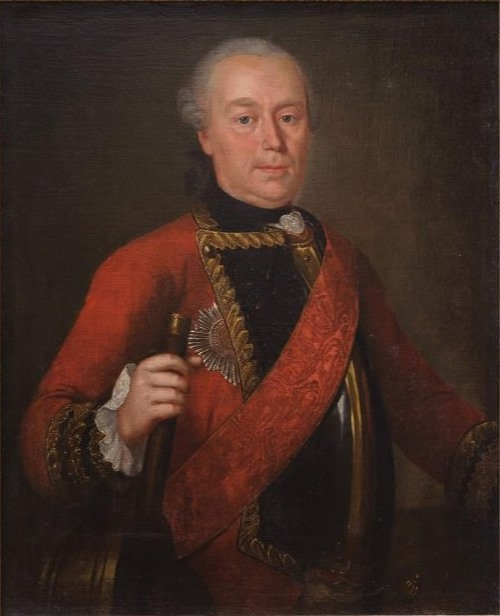
Вильгельм фон Фёлькерзам (1712—1791), 1773, Самарский областной художественный музей.
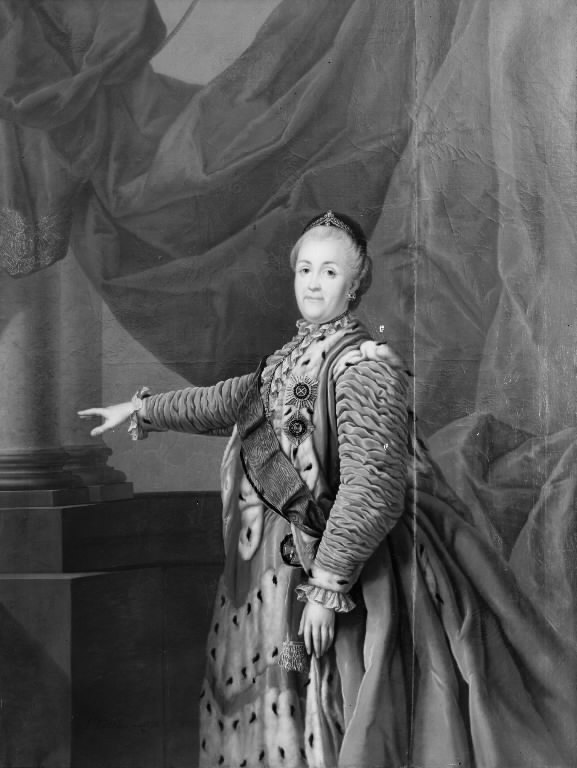
Императрица Екатерина II, Государственный музей искусств, Копенгаген.
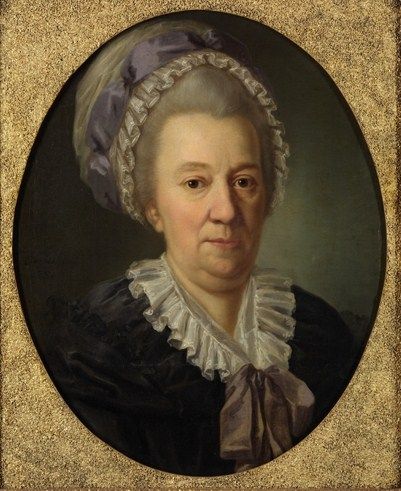
Баронесса Екатерина Черкасова, урождённая принцесса Гедвига Елизавета Бирон (1727—1797), дочь герцога Эрнста Иоганна Бирона, Государственная Третьяковская галерея.
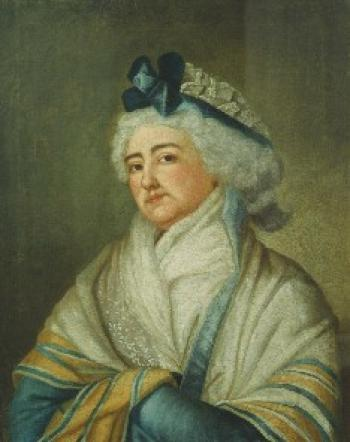
Баронесса Елизавета Черкасова, урождённая княгиня Белосельская (1742—1807)
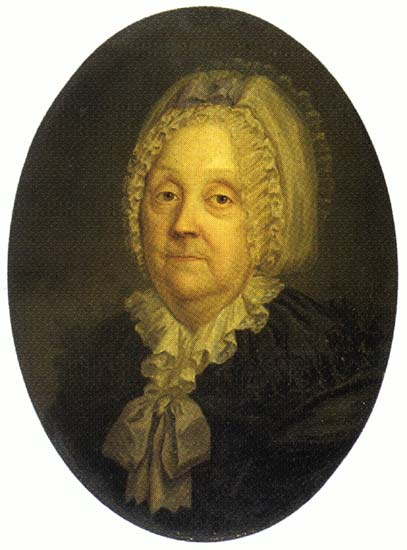
Шарлотта фон Левенвольде, урождённая графиня фон Розен (1698—1782), Государственный Русский музей, Санкт-Петербург